# 亞歷山大·列斯利
亞歷山大·列斯利（英語：Alexander Leslie，1731年—1794年12月27日），美國獨立戰爭時期的英國軍官。
列斯利生於1731年，父親是第五代利文伯爵及第四代梅爾維爾伯爵亞歷山大·列斯利-梅爾維爾，家族與北美殖民地關係密切。當本傑明·魯殊到蘇格蘭愛丁堡學醫時，利文伯爵將他接到家中居住，而魯殊更與列斯利的侄子威廉·列斯利（William Leslie）結為至交。魯殊後來是美國獨立宣言的簽署人之一。
列斯利在1753年從軍，後來成為第64步兵軍團的中校，並派駐北美波士頓殖民地。北美火藥危機後，列斯利曾經帶軍到沙崙緝查火炮走私，但無功而還。後來美國獨立戰爭因列星頓和康科德戰役而爆發，列斯利的部隊於波士頓之圍期間留守城內。
1776年，列斯利獲提拔為准將，並先後參與了長島會戰、基普灣登陸戰及白原戰役。英軍進入新澤西州後，列斯利被派往駐守普林斯頓。當時駐守特倫頓的約翰·拉爾飽受新澤西州起義壓力，列斯利是惟一一個英國將軍有派兵前往增援。不過列斯利的援軍仍於事無補，而拉爾也在12月26日的特倫頓戰役兵敗身亡。後來查爾斯·康沃利斯到特倫頓追擊喬治·華盛頓時，列斯利在後方的梅登黑駐守。不料華盛頓乘夜繞道，突襲梅登黑後方的普林斯頓。列斯利雖趕忙通知康沃利斯回軍，而自己也領兵趕往救援，但華盛頓在兩人抵達時已開始撤退。諷刺的是，威廉·列斯利在普林斯頓戰役中陣亡，而魯殊正在大陸軍擔任戰地醫生。兩人的悲劇成為畫家約翰·特朗布爾的繪畫題材。
列斯利後來的服役紀錄不明。到1780年，列斯利被亨利·克林頓派往南方援助康沃利斯，並參與了查爾斯頓圍城戰及吉爾福德縣府戰役。不過列斯利卻在戰後患上重病而回到紐約，僥倖避過約克鎮圍城戰役。康沃利斯兵敗投降後，列斯利帶病接管查爾斯頓英軍，一直到1782年12月才撤走回國。
1782年列斯利陞為中將，但其餘的服役生涯不明。1794年列斯利因病去世。